# Zoom (일렉트릭 라이트 오케스트라의 음반)
《Zoom》은 영국의 심포닉 록 밴드 일렉트릭 라이트 오케스트라(ELO)의 열두 번째 스튜디오 음반으로, 2001년 6월 12일, 에픽 레코드를 통해 발매되었다. 이 음반은 1986년 《Balance of Power》 이후 처음으로 발표된 공식적인 ELO 음반이다.

## 녹음
《Zoom》은 주로 제프 린이 혼자 녹음하였으며, 조지 해리슨과 링고 스타를 포함한 객원 연주자들이 참여했다. 이 음반은 오리지널 드러머 베브 베번이 참여하지 않은 첫 번째 ELO 음반이며, 해리슨이 사망하기 전 남긴 마지막 녹음 중 하나이기도 하다. 이 음반에 참여한 유일한 다른 ELO 멤버 리처드 탠디는 첫 번째 트랙에 등장하며, 프로모션 공연에서도 라이브로 연주했다.

## 발매 및 평가
| 평가 점수                     | 평가 점수 |
| 출처                          | 점수      |
| ----------------------------- | --------- |
| AllMusic                      | [ 1 ]     |
| Encyclopedia of Popular Music | [ 2 ]     |
| Goldmine                      | [ 3 ]     |
| Q                             | [ 4 ]     |
| Rolling Stone                 | [ 5 ]     |
| The Rolling Stone Album Guide | [ 6 ]     |

이 음반은 1986년에 발매된 《Balance of Power》 이후 ELO가 발표한 최초의 신곡 음반이었다. 고전적인 ELO 사운드로의 복귀를 표방했지만, 음반 판매는 비교적 저조했으며 예정되어 있던 북미 콘서트 투어는 취소되었다. 발매 당시 이 음반은 영국 음반 차트에서 34위를 기록했다. 미국에서는 빌보드 200 차트에서 94위, 빌보트 톱 인터넷 음반 차트에서 14위로 데뷔했으며, 미국 내 초동 판매량은 약 1만 8천 장이었다. 2015년 10월 기준으로, 미국 내 누적 판매량은 8만 7천 장에 달했다.
이 음반은 오스트리아의 Ö3 오스트리아 탑 40 롱플레이 차트에서 최고 51위, 독일의 미디어 콘트롤 음반 차트에서 최고 16위를 기록했다. 음반의 싱글 〈Alright〉는 네덜란드의 네덜란드스 탑 40 차트에서 87위에 올랐다.
프론티어스 뮤직 레이블에 의해 리마스터 음반이 2013년 4월 19일, 영국에서, 4월 23일, 미국에서 각각 발매되었으며, 여기에 미발표 보너스 트랙 네 곡이 추가되었다. 이 중 두 곡은 2001년 《Zoom Tour Live》의 PBS 녹화 공연 (로스앤젤레스 CBS 텔레비전 시티)에서의 라이브 녹음이었다. 일본 독점 수록곡이었던 〈Long Black Road〉의 리마스터 버전은 프론티어스 발매본에는 포함되지 않았지만, 〈10538 Overture〉와 함께 2013년 영화 《아메리칸 허슬》의 사운드트랙에 수록되었다.

## 곡 목록
모든 곡들은 제프 린이 작사/작곡하였다.
| #   | 제목                           | 재생 시간 |
| --- | ------------------------------ | --------- |
| 1.  | 〈Alright〉                    | 3:13      |
| 2.  | 〈Moment in Paradise〉         | 3:36      |
| 3.  | 〈State of Mind〉              | 3:04      |
| 4.  | 〈Just for Love〉              | 3:40      |
| 5.  | 〈Stranger on a Quiet Street〉 | 3:41      |
| 6.  | 〈In My Own Time〉             | 3:03      |
| 7.  | 〈Easy Money〉                 | 2:50      |
| 8.  | 〈It Really Doesn't Matter〉   | 3:20      |
| 9.  | 〈Ordinary Dream〉             | 3:23      |
| 10. | 〈A Long Time Gone〉           | 3:15      |
| 11. | 〈Melting in the Sun〉         | 3:10      |
| 12. | 〈All She Wanted〉             | 3:14      |
| 13. | 〈Lonesome Lullaby〉           | 4:02      |

## 인증
| 국가                       | 인증     | 판매량/출하량 |
| -------------------------- | -------- | ------------- |
| 오스트레일리아 (ARIA)      | 플래티넘 | 70,000^       |
| ^출하량을 기반으로 한 인증 |          |               |